# Грегг, Дэвид Пол
Дэвид Пол Грегг (11 марта 1923, Лос-Анджелес, Калифорния — 8 ноября 2001) — американский инженер. Он является изобретателем оптического диска (диска). Грегг был вдохновлен на создание оптического диска в 1958 году, когда работал в калифорнийской электронной компании Westrex, входящей в состав Western Electric. Его патент на «Видеодиск» был подан в марте 1962 года (USPO 3350503), когда он работал над усовершенствованием записи и воспроизведения с помощью электронного луча.
Грегг перешел на работу в подразделение 3M Mincom вместе с опытными инженерами по телевизионным видеокассетам Уэйном Джонсоном и Дином Де Моссом. Впоследствии они подали патенты на систему записи на диски, способ дублирования дисков и воспроизведение телевизионных сигналов с фотодисков. Когда Минком заключил контракт со Стэнфордским научно-исследовательским институтом для продолжения исследований, Грегг ушел и основал свою собственную компанию Gauss Electrophysics.
В 1968 году патенты Грегга и Гаусса были приобретены MCA (Music Corporation of America), что способствовало дальнейшему развитию технологии. Его разработки и патенты проложили путь для LaserDisc, который помог в создании DVD, компакт-дисков и мини-дисков. В 1963 году он также изобрел камеру с видеодиском, которая могла сохранять изображения за несколько минут на оптический видеодиск. На камеру не было патентных файлов, и о ней мало что известно. Грегг умер в Калвер-Сити, штат Калифорния, в ноябре 2001 года в возрасте 78 лет.
Когда Грегг импровизировал свое изобретение, он представлял себя потребителем. Он объяснил, что LaserDisc (также известный как оптический диск) «должен быть чрезвычайно дешёвым, что подразумевает предельную простоту, минимальные затраты на материалы и обработку, а также удобство для пользователя».